# KZ-Außenlager Velten

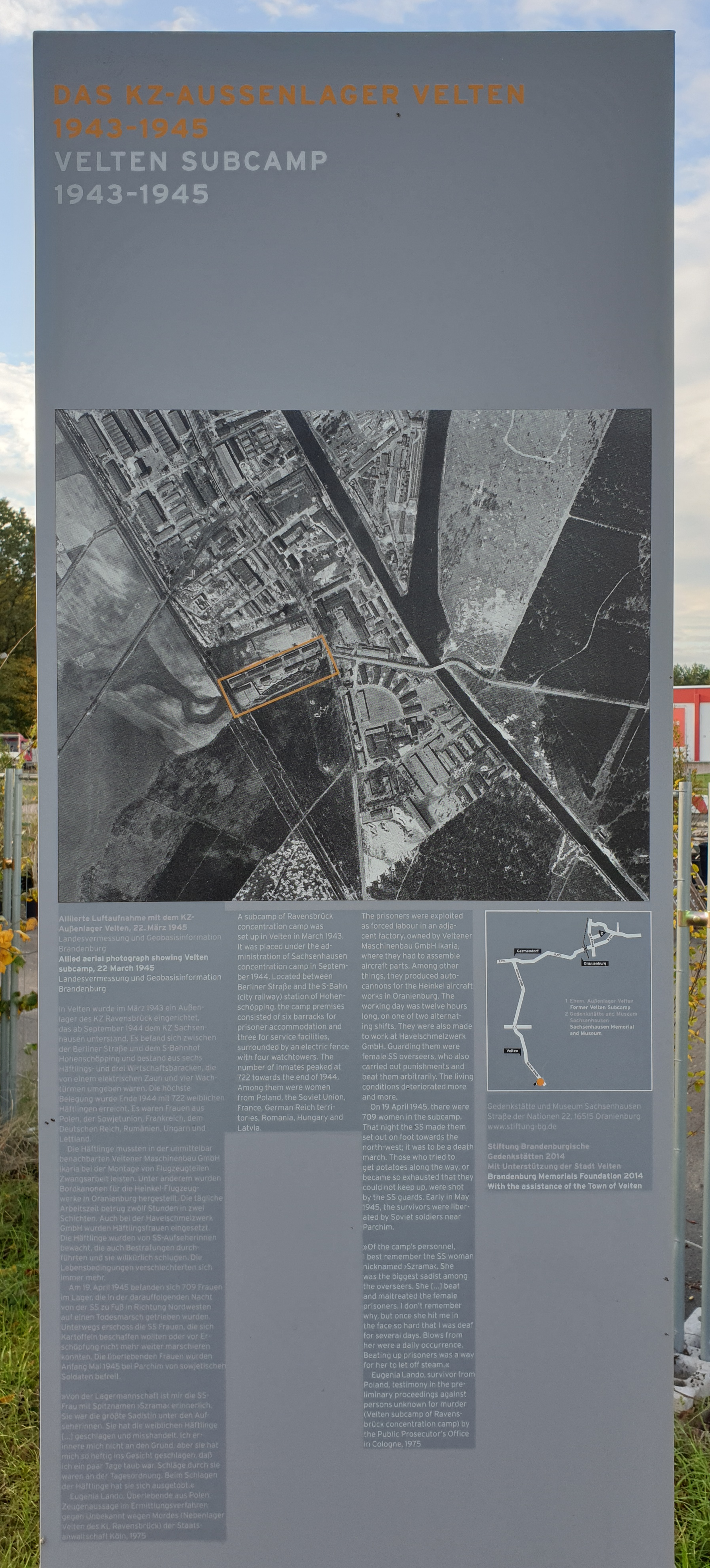
KZ-Außenlager Velten Gedenktafel

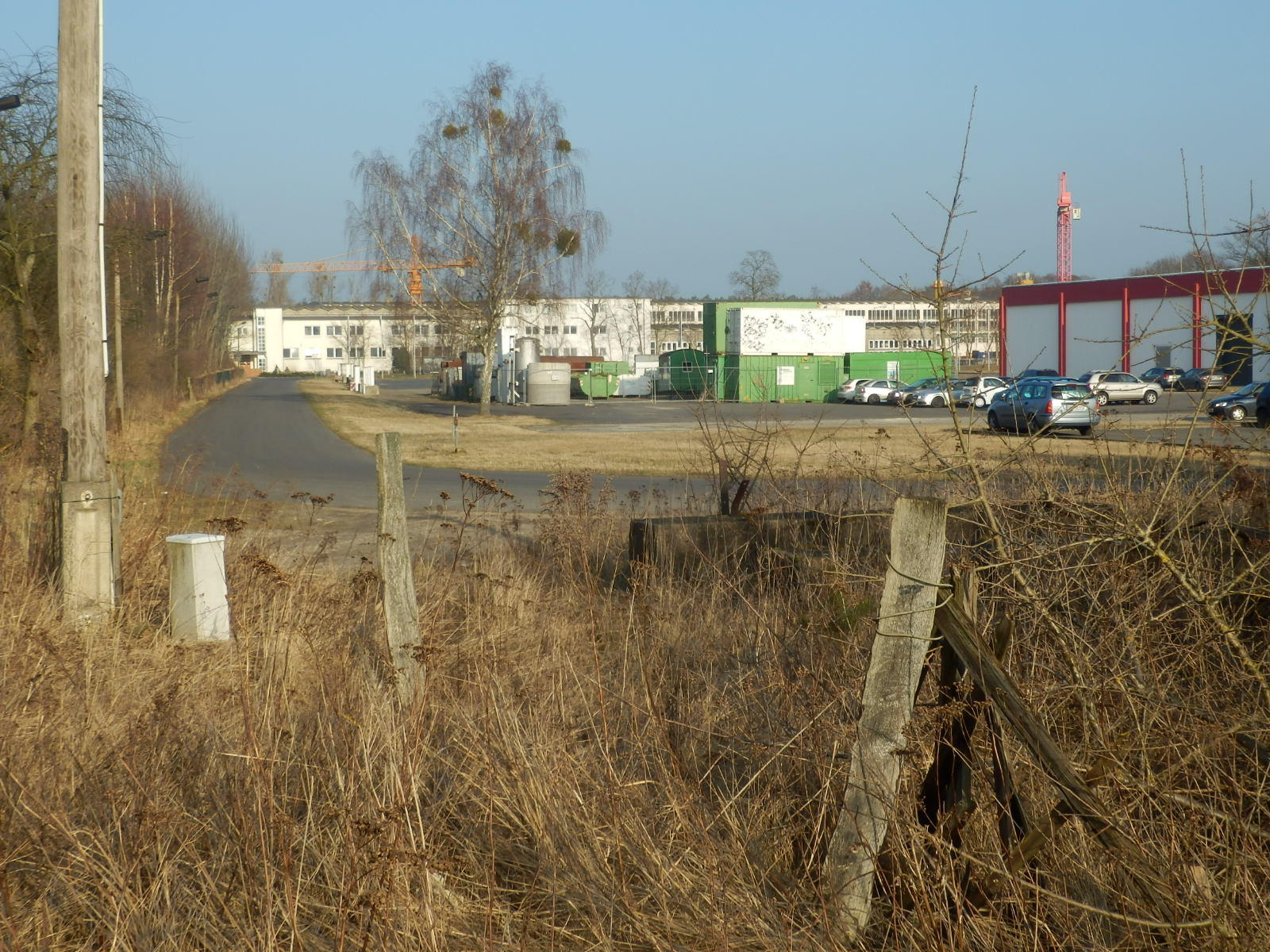
Das Gelände heute vom Bahnhof aus gesehen. Rechts am Bildrand ein kleiner Teil des ehemaligen Baumarkts. Links im Bild die Straße, früher war dort der Weg, der am KZ-Außenlager entlangführte.

Das KZ-Außenlager Velten befand sich ab März 1943 in der Berliner Straße 8d in Velten und war zunächst dem KZ Ravensbrück unterstellt, später dem KZ Sachsenhausen. Die weiblichen Insassen mussten Zwangsarbeit leisten, für den Werksverbund Ikaria/Veltener Maschinenbau GmbH, einen wichtigen Zulieferbetrieb der Heinkel-Werke Oranienburg.

## Geschichte
Im März 1943 ließ die Inspektion der Konzentrationslager in Velten ein Außenlager des KZ Ravensbrück errichten. Als Standort wählte man das Grundstück in der Berliner Straße 8d, das direkt am Haltepunkt Hohenschöpping der Kremmener Bahn lag. In die sechs Holzbaracken, die mit einem elektrischen Zaun umzäunt waren, sperrte die SS deutsche, jüdische, polnische, französische, lettische, rumänische, ungarische und Sinti und Roma Häftlingsfrauen ein. Der Ort des Lagers war so gewählt, dass die Frauen nahe bei der Ikaria/Veltener Maschinenbau in der Berliner Straße 12b und der Havelschmelzwerk GmbH in der Berliner Straße 8 wohnten, wo sie Zwangsarbeit leisten mussten. Leiter des Außenlagers, das ab September 1944 dem KZ Sachsenhausen unterstellt war, war ein SS-Unterscharführer namens Heinrich Loose. Ende 1944 lebten unter menschenunwürdigen Bedingungen 722 Frauen in dem Lager. In der Nacht vom 19. zum 20. April 1945 wurde das Lager aufgelöst und die Insassen zu Fuß über Eberswalde in Richtung Norddeutschland getrieben. Anfang Mai 1945 befreite die Rote Armee die Überlebenden bei Parchim.
Bei Abrissarbeiten einer Holzbaracke in Velten in der Germendorfer Allee im Jahre 2010, entdeckte ein Veltener auf einem Holzbalken eine russische Inschrift. Dort stand:
„Hier waren genau zwei Jahre die eingesperrten Mädchen …“
Es folgten die Namen von sechs Ukrainerinnen. Wie sich anhand der Namen herausstellte, waren die Frauen Insassen des KZ-Außenlagers. Die Baracke wurde 1948 oder 1949 von der Ikaria verkauft und auf dem Grundstück in der Germendorfer Allee wieder aufgebaut.
Nach dem Abriss der Baracken Ende der 1950er Jahre gab es keinerlei Hinweise auf die Existenz des Außenlagers mehr. Auf einem Stadtplan von 1992 sind hier drei kleinere Gebäude eingetragen. Danach errichtete Götzen Baumarkt einen großen Hallenkomplex auf dem Gelände und nutzte ihn bis zum Konkurs 1998 als Filiale.
Im Jahr 2012 wurde der Weg, der heute den Bereich des ehemaligen Lagers streift, in Zur Erinnerung umbenannt. Es wurde ein Straßenschild aufgestellt, ohne dass ersichtlich wäre, woran erinnert werden soll. Im Jahr 2013 plante die Stadtverwaltung Velten, 2014 eine Edelstahlstele mit Informationen zur Geschichte des Lagers aufzustellen, was im April 2015 umgesetzt wurde.